# マリアネラ・ヌニェス

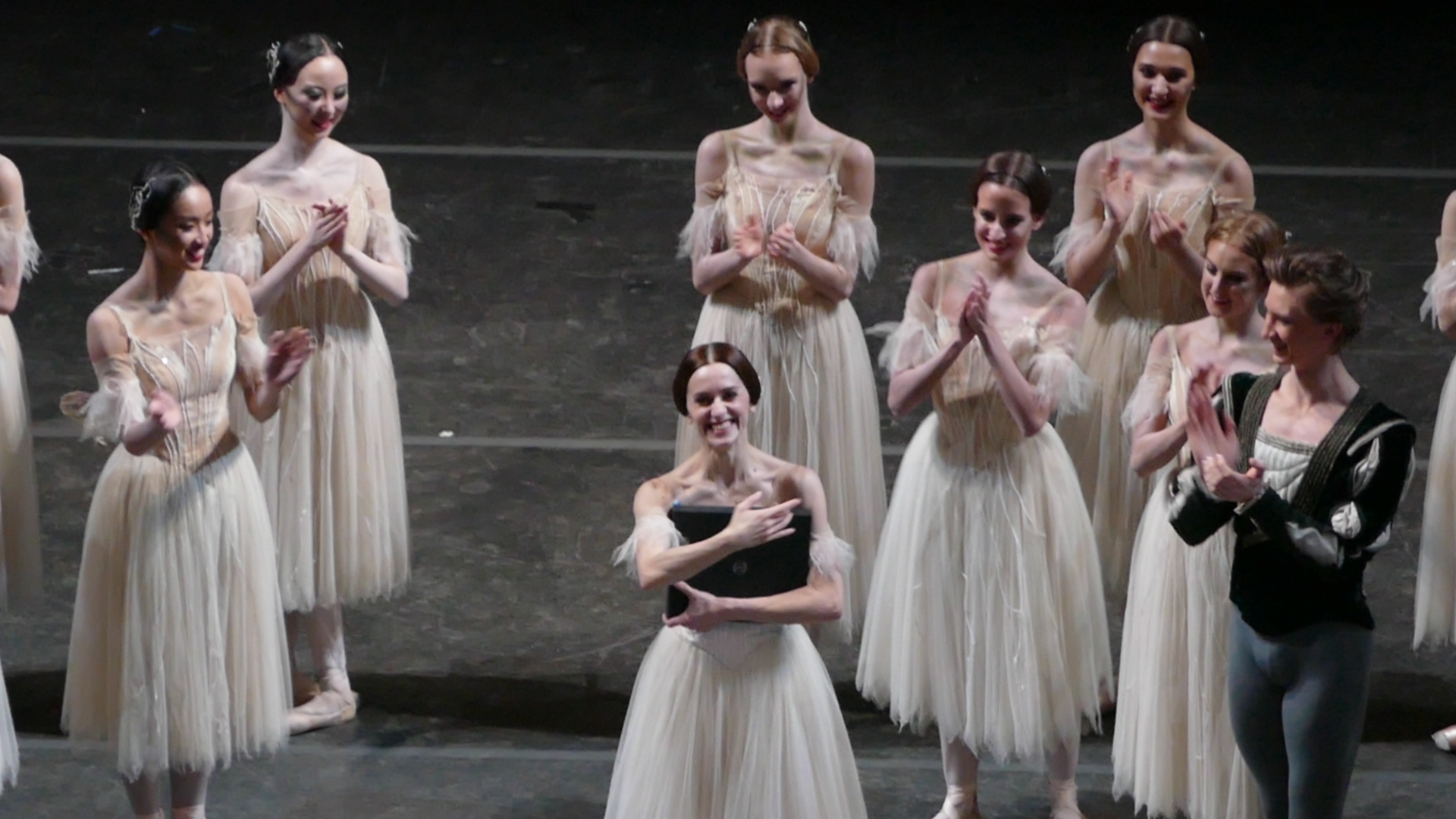
2018年2月1日夜にロイヤル・バレエ団在籍20周年を迎えた。

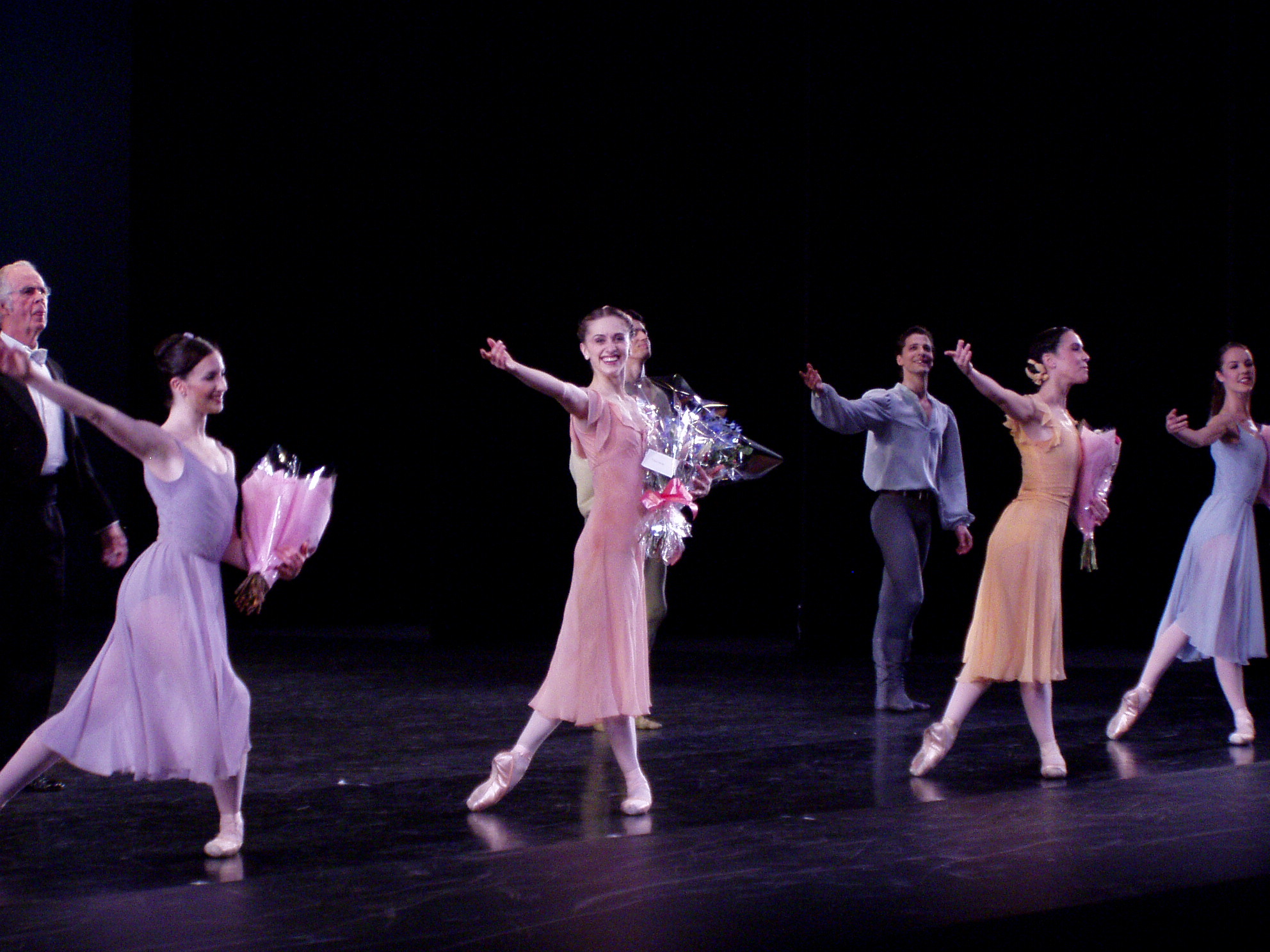
左からローレン・カスバートソン、マリアネラ・ヌニェス、ラウラ・モレラ、サマンサ・レイン。ロイヤル・バレエ団の『Dances at a Gathering』公演にて、2008年6月4日。

マリアネラ・ヌニェス（Marianela Núñez、1982年3月23日生まれ）は、アルゼンチン出身でイギリス国籍のバレエダンサーである。ロンドンに本拠を置くロイヤル・バレエ団のプリンシパルを務める。

## バレエとの出会い
マリアネラ・ヌニェスはアルゼンチンのブエノスアイレスで4人兄弟の末っ子として生まれた。母親が3歳のときにバレエ教室に通わせ始め、最初は教師のガレージでクラスを受けていた。5歳の時にバレエに集中することを決心し、6歳でコロン劇場バレエ学校に入学した。

## 経歴
まだトレーニングの途上であった14歳のときに、コロン劇場バレエ団のトップ・ダンサーであったマクシミリアーノ・ゲラに認められて、コロン劇場バレエ団に入団することになった。ヌニェスはブエノスアイレスでの公演だけでなくツアーにも帯同し、ゲラとともにさまざまな役柄を演じた。1997年、15歳のときに、英語が話せなかったにもかかわらず、ツアー先のロサンゼルスでロイヤル・バレエ団のオーディションを受けた。契約のオファーがあったが、イギリスの労働法上、16歳未満のヌニェスがロンドンで就職することは違法となるため、代わりに翌年ロイヤル・バレエ団と契約する前提でロイヤル・バレエ学校に留学した。2000年には、ロイヤル・バレエ団のファースト・ソリストに昇格した。
2001年、ヌニェスは負傷したリーン・ベンジャミンの代役として『ドン・キホーテ』のキトリ役を演じ、バジリオ役のカルロス・アコスタと共演した。翌年にはプリンシパルに昇格した。フレデリック・アシュトン、ジョン・クランコ、ケネス・マクミラン、ウェイン・マクレガー、クリストファー・ウィールドンなどの振付家による作品など、古典作品と現代作品の両方で主役を演じた。 2013年には、『Metamorphosis: Titian 2012』における内臓（Viscera）、永遠（Aeternum）および「ディアナとアクタイオン」の演技に対して、ローレンス・オリヴィエ賞を受賞した。
2018年、『ジゼル』の公演中にロイヤル・バレエ団在籍20周年を迎えた。芸術監督のケヴィン・オヘアは、ヌニェスを「同世代における傑物の一人」と評した。当日の公演には、サラ・チャット、ピーター・ライト、モニカ・メイソンの他、アルゼンチン大使レナート・カルロス・セルサーレ・ディ・セリサーノが列席した。
ヌニェスは、ロイヤル・バレエ団以外にもオーストリア、米国、イタリア、アルゼンチン、オーストラリアなど、世界中のバレエ団に客演している。スカラ座バレエ団では何度もロベルト・ボッレとパートナーを組んでいる。また、自身のプロダンサーとしてのキャリアの原点であるコロン劇場バレエ団でも踊っている。

## 私生活
ヌニェスは、2011年にブエノスアイレスにおいてロイヤル・バレエ団のプリンシパルであるチアゴ・ソアレスと結婚した。2014年に別居し、2016年1月に離婚を発表したが、友人としての関係は続き、共に踊り続けている。
ヌニェスはイギリスに帰化している。

## 受賞歴
出典
- 批評家協会ナショナル・ダンス賞最優秀女性ダンサー（2005年、2012年、2018年）
- コネックス賞10年紀の最優秀ダンサー（2009年）
- マリア・ルアノヴァ賞（2011年）
- ローレンス・オリヴィエ賞